# Prevotella
Prevotella é um gênero de bactérias Gram-negativas. Bacteroides melaninogenicus foi reclassificado e dividido em Prevotella melaninogenica e Prevotella intermedia.
Fazem parte da Flora intestinal, oral e vaginal. São mais abundantes em pessoas com dietas Vegetarianas e Veganas.

## Espécies
Existem 29 espécies conhecidas de Prevotella.
- Prevotella albensis
- Prevotella amnii
- Prevotella bergensis
- Prevotella bivia
- Prevotella brevis
- Prevotella bryantii
- Prevotella buccae
- Prevotella buccalis
- Prevotella copri
- Prevotella dentalis
- Prevotella denticola
- Prevotella disiens
- Prevotella histicola
- Prevotella intermedia
- Prevotella maculosa
- Prevotella marshii
- Prevotella melaninogenica
- Prevotella micans
- Prevotella multiformis
- Prevotella nigrescens
- Prevotella oralis
- Prevotella oris
- Prevotella oulorum
- Prevotella pallens
- Prevotella salivae
- Prevotella stercorea
- Prevotella tannerae
- Prevotella timonensis
- Prevotella veroralis